# 制冰机
制冰机是一种将水通过蒸发器由制冷系统制冷剂冷却后生成冰的制冷机械设备。根据蒸发器和生成过程方式原理不同，生成的冰的形状也不同，有流体状的液态冰、也有不同形状的固态冰（比如片冰如薄片状、方冰如小形四方块状、冰砖如长方体形状、圆柱体形状）。也可以根据外观，分为透明冰、不透明的乳白色冰和带颜色的冰块。

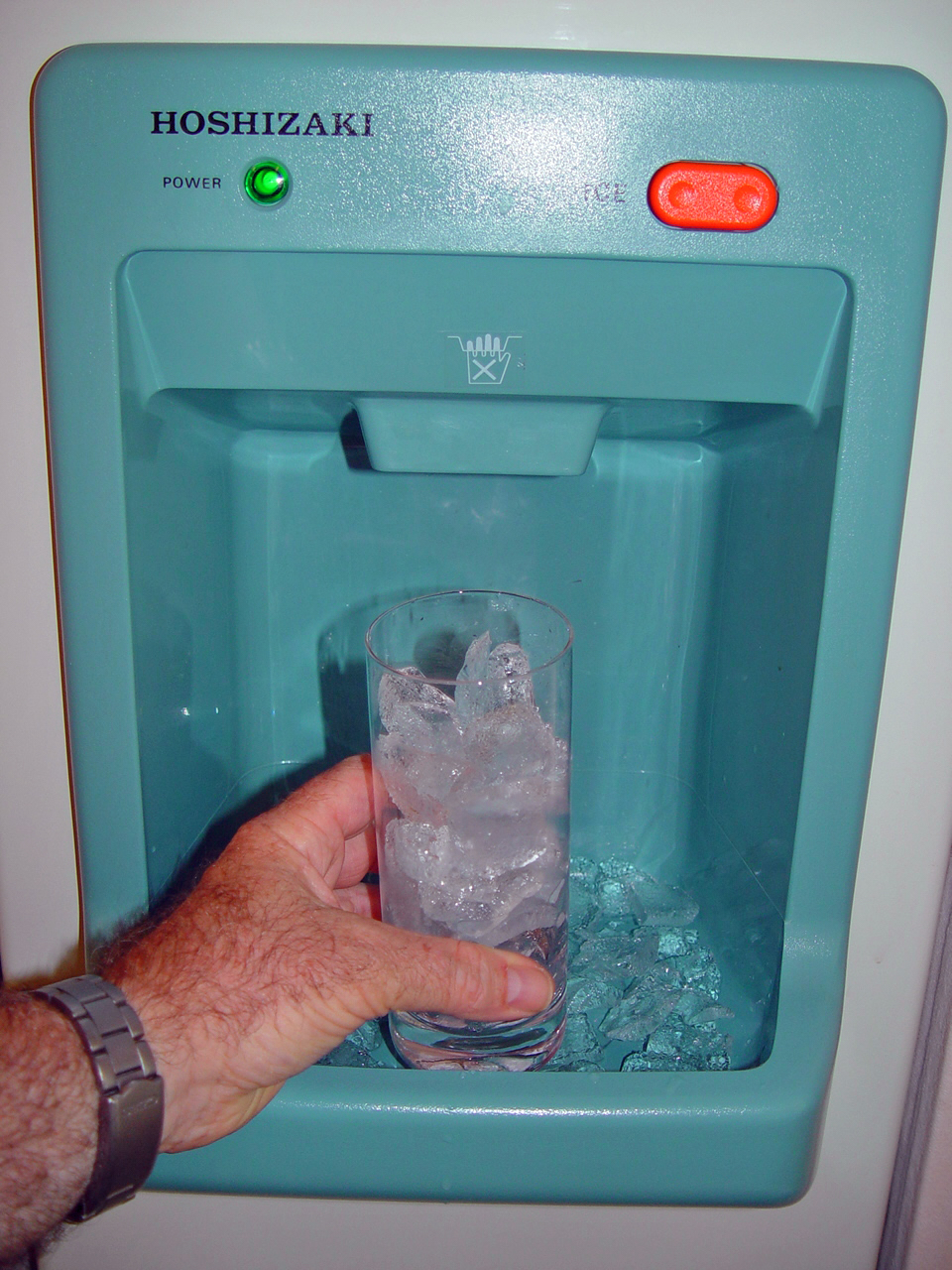
家用制冰机

目前冰广泛需求于鱼类运输，海鲜加工，混凝土冷却工程，以及应用于食用冰市场的方冰等等。